# مارك هيوز (لاعب دوري الرغبي أسترالي)
مارك هيوز (بالإنجليزية: Mark Hughes)‏ هو لاعب دوري الرغبي أسترالي، ولد في 6 أغسطس 1954 في ورسستر في المملكة المتحدة.